# Pheroliodes inca
Pheroliodes inca är en kvalsterart som beskrevs av Fernández, Martínez och Eguaras 1991. Pheroliodes inca ingår i släktet Pheroliodes och familjen Pheroliodidae. Inga underarter finns listade i Catalogue of Life.